# Leigh Halfpenny
Leigh Halfpenny (* 22. Dezember 1988 in Swansea) ist ein walisischer Rugby-Union-Spieler, der für die Scarlets und für die walisische Nationalmannschaft spielt. Er wird auf den Positionen Außendreiviertel und Schlussmann eingesetzt.
Halfpenny verbrachte seine Jugendzeit beim Neath RFC aus seiner Heimatstadt. Er durchlief alle Jugendnationalmannschaften und nahm dabei an Sechs-Nationen-Turnieren und Weltmeisterschaften der verschiedenen Altersklassen teil. Zur Saison 2007/08 wechselte er zum Cardiff RFC. Aufgrund seiner herausragenden Leistungen bei der U20-Weltmeisterschaft wurde er in den Kader der Blues berufen und kam gegen Ulster im Mai 2008 zu seinem ersten Einsatz in der Magners League. In der Saison 2008/09 sicherte er sich einen Stammplatz, legte in den ersten sechs Spielen sieben Versuche und wurde folglich auch in die Reihen der Nationalmannschaft aufgenommen. Sein Debüt für Wales gab er am 8. November 2008 gegen Südafrika und gehört seit dem zum festen Stamm des Kaders. Mit den Blues gelang ihm 2009 der Gewinn des Anglo-Welsh Cup.
Am 21. April 2009 wurde er von Ian McGeechan nach nur sechs Länderspielen für die Südafrika-Tour der British and Irish Lions nominiert. Er konnte die Tour zunächst nicht antreten und reiste erst zum Spiel gegen die Free State Cheetahs an. Bald darauf musste er jedoch aufgrund einer erneuten Verletzung wieder abreisen.
Nach der Weltmeisterschaft 2023 kündigte Halfpenny seinen Rücktritt vom internationalen Rugby an. Er bestritt sein letztes Spiel für die walisische Nationalmannschaft am 5. November 2023 gegen die Barbarians. Kurz nach dem Spiel wurde bekannt, dass Halfpenny einen einjährigen Vertrag beim neuseeländischen Verein Crusaders unterschrieben hat.